# Квинт Аниций Фауст

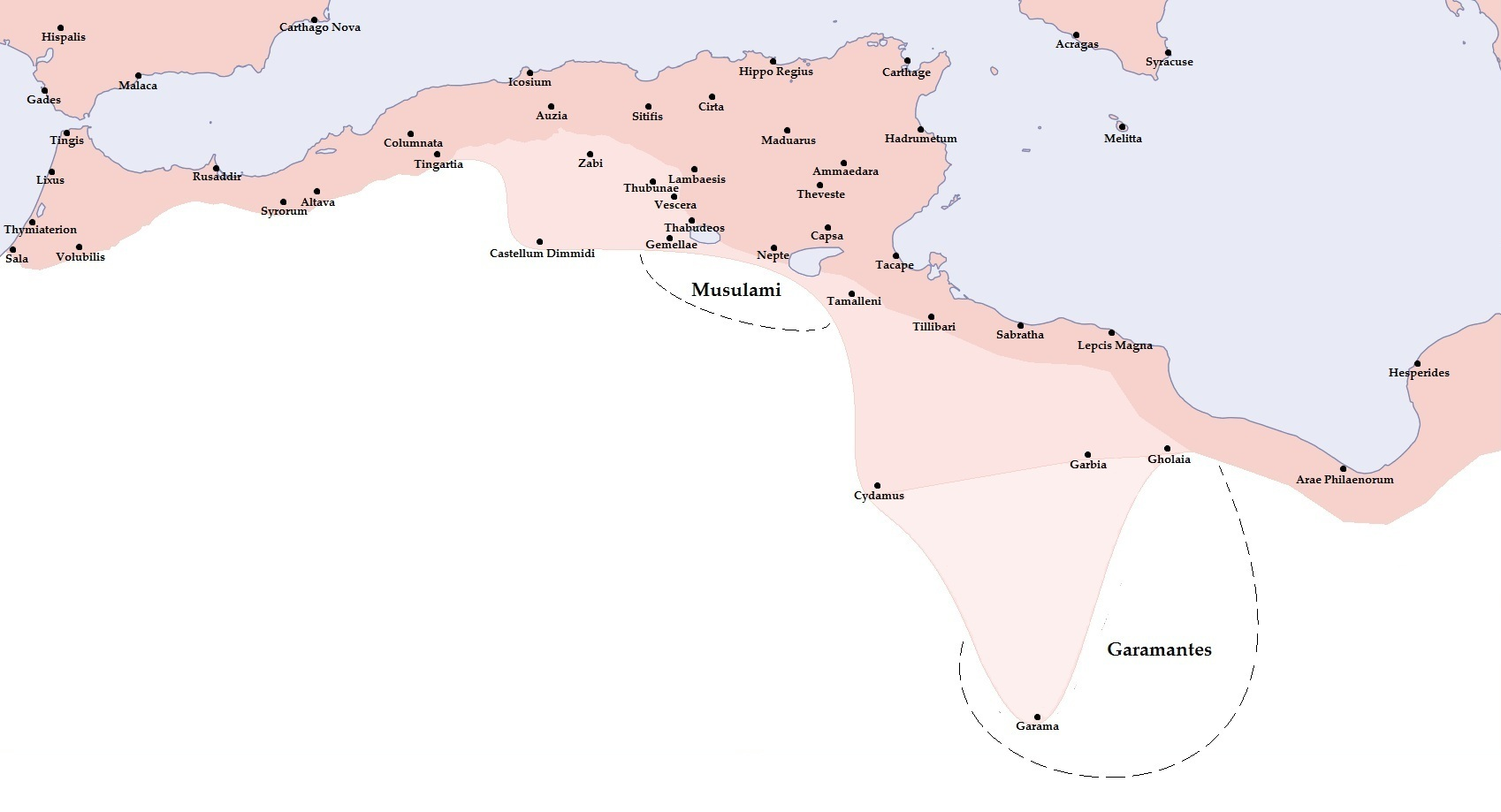
Карта завоеваний Фауста в Африке.

Квинт Ани́ций Фа́уст (лат. Quintus Anicius Faustus) — римский военный и политический деятель конца II века — начала III века.
Родился либо в Узаппе (провинция Нумидия), либо в италийском городе Пренесте. По всей видимости, он был сыном Секста Аниция Сатурнина и Сейи Максимы. В 197—201 годах Фауст занимал должность легата-пропретора Нумидии. За это время он построил несколько оборонительных фортов в Южной Нумидии и Триполитании, для того, чтобы защитить провинцию от набегов кочевых племен, а также присоединил целый ряд оазисов к югу от триполитанского лимеса.
В 198 году, когда Фауст находился в провинции, в Риме он был заочно назначен консулом-суффектом. За этим последовало его назначение на пост легата-пропретора Верхней Мезии, на котором он находился примерно в 202—205 годах. Затем он впал в немилость у Септимия Севера, в которой находился и в правление Каракаллы, — возможно, из-за его тесных рабочих отношений с Гаем Фульвием Плавтианом, который был казнён за заговор с целью свержения династии Северов. Однако при Макрине Фауст снова вышел на политическую арену и в 217 году был назначен проконсулом Азии, которым был два года, до 219 года.
Аниций Фауст был женат либо на Весии Рустике, либо на Сергии Павле, дочери двукратного консула Луция Сергия Павла. Его сыном был консул-суффект Квинт Аниций Фауст Паулин.